# 河原村 (熊本県上益城郡)
河原村（かわはらむら）は、熊本県の中部、上益城郡にあった村である。

## 歴史
- 1889年4月1日 - 町村制施行により一村単独村政。
- 1960年9月1日 - 阿蘇郡山西村と合併し西原村となる。

## 教育
- 河原村立河原小学校
- 河原村立河原中学校